# Сахарнов, Сергей Алексеевич
Сергей Алексеевич Сахарнов (13 июня 1922, Нижний Новгород, РСФСР — 13 июня 2014, Нижний Новгород, Российская Федерация) — советский и российский тренер по прыжкам с трамплина, заслуженный тренер СССР.

## Биография
Участник Великой Отечественной войны, Был зачислен во зачислили во 2-ю Московскую военную школу специалистов по авиации, после шести месяцев обучения был направлен в 240-й запасной истребительный авиационный полку, в Иваново, служил механиком специальных служб. После того как он был разбомблен вражеской авиацией был переведен в 927-й запасной истребительный авиационный полк. Чтобы ускорить подогрев самолета стал применять дополнительную пусковую катушку. Летчик нажимал свою пусковую катушку, которая находилась в кабине, а механик присоединял свою. Таким образом получалось два контакта, благодаря чему самолет запускался быстрее, тем самым экономя около двух часов времени. За это изобретение был награждён орденом Красной Звезды.
Окончив курсы под Ленинградом, стал начальником по физической подготовке в полку, а потом и в дивизии. После армии вернулся в Горький и поступил в техникум физкультуры, оттуда перешел на факультет физического воспитания Горьковского педагогического института. Параллельно с учебой, в 1947 г., начал работать тренером по прыжкам на лыжах. В 1965—1985 гг. — тренер-преподаватель СДЮСШОР по прыжкам на лыжах с трамплина и лыжному двоеборью.
В 1967—1968 гг. работал со сборной командой страны по прыжкам на лыжах с трамплина. За время тренерской работы подготовил 21 мастера спорта, 6 чемпионов России, 4-х чемпионов СССР. Среди его учеников: будущий тренер Константин Голубев, участники Олимпийских игр в Кортина д? Ампеццо (1956) Юрий Мошкин и А. Лебедев, двукратный чемпион СССР Михаил Веретенников, чемпион СССР по лыжному двоеборью Вячеслав Анисифоров, чемпион РСФСР Владислав Китаев, двукратный чемпион мира среди ветеранов Владимир Фролов. Самый титулованный воспитанник тренера — двукратный чемпион мира в чешских Высоких Татрах Гарий Напалков.
Автор учебного пособия по прыжкам на лыжах с трамплина.

## Награды и звания
Награждён орденами Отечественной войны II степени, Красной звезды, медалями «За боевые заслуги», «За трудовую доблесть», «За победу над Германией», «За взятие Кенигсберга» и другими.
Заслуженный тренер ССР, судья всесоюзной (1960) и международной категорий по лыжному спорту. Представлял общество «Буревестник».